# Episodi di Better Call Saul (quinta stagione)
La quinta stagione della serie televisiva Better Call Saul, composta da dieci episodi, è stata trasmessa in prima visione negli Stati Uniti d'America dall'emittente AMC dal 23 febbraio al 20 aprile 2020.
In Italia la stagione è stata pubblicata su Netflix con un episodio a settimana a partire dal giorno successivo alla messa in onda americana.
| nº | Titolo originale       | Titolo italiano              | Prima TV USA     | Pubblicazione Italia |
| -- | ---------------------- | ---------------------------- | ---------------- | -------------------- |
| 1  | Magic Man              | Uomo magico                  | 23 febbraio 2020 | 24 febbraio 2020     |
| 2  | 50% Off                | 50% di sconto                | 24 febbraio 2020 | 25 febbraio 2020     |
| 3  | The Guy For This       | L'uomo che fa al caso nostro | 2 marzo 2020     | 3 marzo 2020         |
| 4  | Namaste                | Namasté                      | 9 marzo 2020     | 10 marzo 2020        |
| 5  | Dedicado a Max         | Dedicato a Max               | 16 marzo 2020    | 17 marzo 2020        |
| 6  | Wexler v. Goodman      | Wexler contro Goodman        | 23 marzo 2020    | 24 marzo 2020        |
| 7  | JMM                    | JMM                          | 30 marzo 2020    | 31 marzo 2020        |
| 8  | Bagman                 | Portantino                   | 6 aprile 2020    | 7 aprile 2020        |
| 9  | Bad Choice Road        | Strade cattive               | 13 aprile 2020   | 14 aprile 2020       |
| 10 | Something Unforgivable | Qualcosa di imperdonabile    | 20 aprile 2020   | 21 aprile 2020       |

## Uomo magico
- Titolo originale: Magic Man
- Diretto da: Bronwen Hughes
- Scritto da: Peter Gould

### Trama
A Omaha, Saul Goodman continua a spacciarsi per Gene Takavic, ma teme di essere stato riconosciuto dal tassista che lo ha riaccompagnato verso il centro commerciale dove lavora. Egli passa diversi giorni assente dal lavoro a intercettare la radio della polizia del Nebraska, che non fa menzione di lui; quando però torna al suo lavoro al centro commerciale incontra lo stesso tassista che afferma di aver vissuto ad Albuquerque e di averlo riconosciuto, di essere un suo ex-ammiratore e lo sprona a esclamare il suo vecchio slogan, Better call Saul. Gene contatta Ed l'estrattore, inizialmente intenzionato a richiedergli una nuova identità, ma poi cambia repentinamente idea, dicendogli che avrebbe affrontato la situazione da solo.
Nel 2004, Jimmy McGill ha comunicato di voler esercitare la professione di avvocato sotto il nome di Saul Goodman; Kim non è affatto convinta della decisione di Jimmy, ma alla fine la accetta, e il cambio di nome avviene ufficialmente. Jimmy quindi inizia la nuova fase della sua carriera pubblicizzando il suo mestiere di legale alle persone a cui vende i cellulari usa-e-getta, ottenendo grande successo, e informa i suoi clienti di praticare per due settimane uno sconto del 50% sulla sua parcella per imputati di reati non violenti. Nel frattempo Lalo Salamanca cerca informazioni su Werner Ziegler e su Mike da Nacho e dal suo assistente Domingo, senza tuttavia ottenerle; Nacho riferisce a Lalo delle lamentele di alcuni clienti riguardo alla droga a loro venduta, e così Salamanca decide di controllarla personalmente, accorgendosi che in effetti alcune dosi della droga sono diverse da quelle prodotte dal cartello.
Lalo chiede spiegazioni a Gus, che in un incontro con lui e Don Bolsa decide di addossarsi la responsabilità del disguido, fornendo una piena confessione delle vicende legate a Ziegler per sviare i sospetti di Lalo, a conoscenza della vicenda dell'ingegnere tedesco. Mentendo, Gus afferma che Werner stava supervisionando un progetto per un impianto di raffreddamento per i capannoni dei polli, che aveva scoperto il giro di droga ed era fuggito dopo aver rubato due panetti di cocaina, che Fring stesso aveva sostituito con metanfetamina di scarsa qualità. Gus mostra a Bolsa e Lalo gli operai tedeschi che inscenano la costruzione del sistema di raffreddamento, e presenta Mike a Lalo. Bolsa chiude la questione ammonendo Gus sulla vicenda, ma prima di andare via Lalo fa capire a Gus di sapere che Ziegler stesse costruendo qualcosa di diverso dal refrigeratore. Bolsa redarguisce Lalo sulla sua condotta, in particolare con riferimento al pedinamento di Mike e all'omicidio dell'impiegato del money-transfer, affermando che Gus, per quanto estraneo alla famiglia Salamanca, è pur sempre un elemento prezioso per i loro affari. Tuttavia Lalo gli espone la teoria dello zio Hector, ovvero che Gus abbia dei risentimenti a causa dell'omicidio del suo compagno Max da parte di Hector stesso, e fa riferimento a un fatto avvenuto a Santiago del Cile. 
Gus è costretto a interrompere i lavori al laboratorio; gli operai, al corrente dell'uccisione di Werner, vengono quindi rispediti a casa da Mike, che si toglie la soddisfazione di dare un pugno al codardo Kai, per poi incassare a sua volta le durissime parole di Casper. Mike accoglie con assoluta contrarietà l'interruzione dei lavori e il fatto di continuare a essere pagato per non fare nulla, ma soprattutto il trattamento riservato alla vedova Ziegler.
Mentre Jimmy continua a pubblicizzarsi anche in tribunale e in presenza di una falsa intervista televisiva, Kim cerca di convincere un suo cliente ad accettare un patteggiamento di cinque mesi di carcere, ma il giovane rimane fermo sulla sua decisione di affrontare un processo, nella vana speranza di un'assoluzione totale. A risolvere la situazione sono ancora i modi al limite del lecito di Jimmy, che nel parlare con Kim a breve distanza dal ragazzo si finge un inflessibile procuratore distrettuale; Kim si dice inizialmente indisposta a utilizzare questi mezzi, ma poi sta al gioco di Jimmy e il suo cliente si convince ad accettare il patteggiamento.
- Guest star: Robert Forster (Ed Galbraith), Lavell Crawford (Huell Babineaux), Max Arciniega (Krazy-8), Javier Grajeda (Juan Bolsa), Donald Patrick Harvey (Jeff), Josh Fadem (Joey Dixon), Hayley Holmes (Sherry), Peter Diseth (Bill Oakley), Ben Bela Bohm (Kai), Stefan Kapičić (Casper), Roland Buck III (Bobby), Sasha Feldman (Sticky), Morgan Krantz (Ron).
- Note: L'episodio è dedicato a Robert Forster, interprete di Ed l'estrattore, deceduto nell'ottobre del 2019; la scena era stata girata nel 2019 assieme alle riprese de El Camino - Il film di Breaking Bad.
- Ascolti USA: telespettatori 1 597 000

## 50% di sconto
- Titolo originale: 50% Off
- Diretto da: Norberto Barba
- Scritto da: Alison Tatlock

### Trama
Lo sconto del 50% proposto da Saul ai suoi clienti induce due teppisti a una notte di furti, atti vandalici e rapine, così da poter acquistare droga dagli spacciatori di Domingo: i due non si preoccupano delle conseguenze delle loro azioni, sicuri che Saul li tirerà fuori dai guai in caso di problemi con la giustizia. 
La notte stessa Nacho viene costretto da Gus, sotto la minaccia di far del male a suo padre, a guadagnarsi la fiducia di Lalo per poter scoprire i suoi piani e riferirglieli. La mattina Kim, infastidita dall'esuberanza di Jimmy nella sua attività legale, viene portata da quest'ultimo a visitare una possibile casa da acquistare insieme. Nel corso della visita Jimmy le racconta di aver messo in pratica la sua trovata dello sconto nonostante il suo consiglio contrario, e Kim gli dice di non voler più raggirare i suoi clienti. Dopo uno scherzo fatto a Jimmy nella doccia, all'uscita Kim è molto più tranquilla riguardo alle sue frettolose ambizioni sull'acquisto della casa.
Lalo confida a suo zio Hector i sospetti che nutre su Gus, ed Hector, sempre esprimendosi col suo campanello, concorda sul fatto che finché Gus porta soldi al cartello resta intoccabile. Dopo una nottata passata a bere, Mike bada a Kaylee mentre la nuora Stacey è al lavoro; la piccola gli inizia a fare domande sul padre Matt e sul fatto che Mike gli avesse insegnato a essere un bravo poliziotto. Tornatogli in mente il suo passato da poliziotto corrotto, Mike risponde a monosillabi e cerca di cambiare discorso, alla domanda sulla morte del figlio maltratta la nipote e la manda via. Quando Stacey torna, Mike le dice che Kaylee è stata tutto il giorno in camera e va via senza dare spiegazioni. 
Durante la sera i due teppisti del prologo tornano a comprare altra droga da alcuni degli spacciatori di Domingo, ma le bustine restano incastrate nella grondaia utilizzata per consegnarle ai clienti; del fatto viene avvertito Domingo, impegnato in una partita a poker con Lalo e Nacho in cui lo stesso Lalo gli affibbia il nomignolo "Ocho Loco" (Krazy-8 in spagnolo). Domingo si reca alla base per risolvere la situazione salendo su una scala nel tentativo di disincagliare le bustine. In quello stesso momento, arriva una volante della polizia e tutti scappano, lasciandolo solo: proprio allora la droga cade fuori dalla grondaia ed egli viene scoperto in flagrante. Lalo e Nacho accorrono sul posto e sorvegliano l'edificio da lontano insieme ai due spacciatori, mentre la polizia si sta preparando per fare irruzione. Nella base è rimasta quasi tutta la partita di droga, che sta per essere sequestrata. Nacho, ricordandosi di doversi guadagnare la confidenza di Lalo su ordine di Gus, esce dalla macchina, sale su un edificio adiacente, salta sul tetto dell'edificio circondato e recupera la droga, riuscendo a saltare da una finestra prima che i poliziotti entrino; Lalo rimane molto soddisfatto di Nacho e comincia a fidarsi di lui. 
Contemporaneamente l'attività di avvocato di Saul procede bene, ma egli vuole spingersi oltre cercando di parlare con la procuratrice Suzanne prima dell'appuntamento stabilito e di ammorbidire la sua posizione riguardo a 15 dei suoi clienti; non riesce però nell'intento in quanto la donna è inflessibile e rimanda il confronto. Jimmy, dopo essersi imbattuto in Howard e aver accettato sbrigativamente un invito a pranzo da parte sua, si ritrova con Suzanne in un ascensore bloccato e riesce a convincerla a esaminare i casi mentre attendono di essere liberati; alla fine si scopre tuttavia che è stato lo stesso Jimmy a orchestrare il guasto dell'ascensore, corrompendo un operaio dietro compenso e la promessa di occuparsi del caso di suo fratello. Nacho invece inizia a occuparsi di Krazy-8, arrestato dalla polizia, e tranquillizza Lalo, il quale teme che possa riferire delle attività illegali dei Salamanca; l'episodio si conclude con Nacho che raggiunge Saul in auto (rincontrandolo dopo due anni) e lo costringe a salire sulla vettura con lui. 
- Guest star: Mark Margolis (Hector Salamanca), Kerry Condon (Stacey Ehrmantraut), Max Arciniega (Krazy-8), Ray Campbell (Tyrus Kitt), Julie Pearl (Suzanne Ericsen), Juan Carlos Cantu (Manuel Varga), Jeremiah Bitsui (Victor), Peter Diseth (Bill Oakley), Sasha Feldman (Sticky), Morgan Krantz (Ron), KeiLyn Durrel Jones (Blingy), Katerina Tannenbaum (Amber), Poppy Liu (Jo).
- Ascolti USA: telespettatori 1 056 000

## L'uomo che fa al caso nostro
- Titolo originale: The Guy For This
- Diretto da: Michael Morris
- Scritto da: Ann Cherkis

### Trama
Saul e Nacho arrivano da Lalo, che si presenta come cugino di Tuco, il che intimorisce ulteriormente Saul. Il messicano spiega la situazione in cui si trova Krazy-8 e assolda Saul come suo avvocato, dicendogli di andare in carcere e riferirgli cosa confessare alla polizia.
La sera, Mike sta bevendo nel solito bar, quando nota sul muro una cartolina dell'Opera House di Sydney; ricordandosi che Ziegler gli aveva detto che suo padre aveva lavorato al progetto, preso dai sensi di colpa chiede al barista di staccarla dalla parete. Mentre Mike torna a casa a piedi, incontra una gang che vuole rapinarlo; tuttavia rompe il braccio a uno di loro, spaventando così gli altri.
Nacho riceve la visita di suo padre Manuel a casa sua: l'uomo gli racconta che un suo amico gli ha avanzato un'offerta per rilevare la sua officina, offrendo molto di più del valore effettivo della proprietà. Il figlio gli consiglia di accettare, e a quel punto il padre capisce che è stato proprio Nacho a dare i soldi all'amico in modo da farlo ritirare per poi scappare con lui. Manuel dice al figlio di affrontare le conseguenze delle sue azioni e di andare dalla polizia, e che non ha nessuna intenzione di fuggire con lui. Intanto Kim è in tribunale, dove sta affrontando diversi casi pro bono, ma viene chiamata dal suo capo Rich che la obbliga a recarsi a Tucumcari per aiutare la Mesa Verde in una disputa territoriale. 
Saul si reca da Krazy-8 in prigione e gli fa memorizzare le informazioni da riferire durante l'interrogatorio. Più tardi, il detenuto riceve la visita degli agenti della DEA Hank Schrader e Steve Gomez, che cominciano a interrogarlo; lo spacciatore inizia a raccontare di far parte di una grossa operazione, ma viene interrotto dall'arrivo di Saul. L'avvocato e il ragazzo fanno credere agli agenti che quest'ultimo voglia patteggiare contro il parere di Saul. In questo modo, si arriva a un accordo: se le informazioni fornite da Krazy-8 saranno vere e porteranno ad arresti, verrà scagionato e sarà protetto dalla DEA da tentativi di vendetta, in caso contrario si saprà in giro che è una spia. Inoltre, viene stabilito che Domingo sarà l'informatore personale di Hank e Steve, e non di altri. A quel punto, come voluto da Lalo, il ragazzo rivela i punti di scambio di denaro di Gus.
Kim arriva a Tucumcari, dove la Mesa Verde vuole costruire un call center; tuttavia, il proprietario di una casa che sorge sul lotto non vuole intascare il denaro che gli spetta e andarsene, nonostante abbia solo affittato il terreno in questione e il giudice abbia deciso a favore della banca. Dopo aver subito pesanti accuse di ipocrisia e falsità da parte dell'uomo, Kim lo affronta minacciandolo di farlo cacciare. La sera, di sua spontanea volontà, Kim torna dall'uomo mostrandogli diverse case dove potrà trasferirsi, offrendosi di pagare di tasca propria le spese di trasloco e raccontandogli dei numerosi cambi di abitazione affrontati da bambina, ma non riesce ancora a convincerlo. Una volta a casa, la donna si sfoga lanciando bottiglie di vetro dal balcone insieme a Jimmy.
Più tardi Nacho incontra Gus e gli rivela il piano di Lalo a danno dei suoi punti di scambio; Gus, anziché correre ai ripari, decide di non intervenire e sacrificare i suoi punti di scambio con tutto il denaro per non far capire a Lalo che vi è una talpa tra i suoi.
- Guest star: Dean Norris (Hank Schrader), Steven Michael Quezada (Steven Gomez), Max Arciniega (Krazy-8), Ray Campbell (Tyrus Kitt), Juan Carlos Cantu (Manuel Varga), Dennis Boutsikaris (Richard Schweikart), Cara Pifko (Paige Novick), Barry Corbin (Everett Acker), KeiLyn Durrel Jones (Blingy), Katerina Tannenbaum (Amber), Poppy Liu (Jo).
- Ascolti USA: telespettatori 1 181 000

## Namasté
- Titolo originale: Namaste
- Diretto da: Gordon Smith
- Scritto da: Gordon Smith

### Trama
Nelle vesti di Saul Goodman, Jimmy si occupa di due teppisti finiti in prigione, riuscendo a convincerli a non utilizzare un avvocato d'ufficio nonostante la sua parcella di ben 4 000 dollari. Al termine del colloquio, Jimmy si reca a pranzo con Howard, che gli rivela di essersi pentito di non aver avuto polso nelle volte in cui alla HHM avevano deciso di non assumerlo e stavolta gli offre un posto di lavoro, dicendosi ammirato per il suo temperamento. Howard gli chiede di considerare seriamente la sua offerta e Jimmy si dimostra abbastanza turbato. 
Nel frattempo, alla Mesa Verde, Kim cerca di convincere Paige e Kevin ad acquistare un altro terreno su cui edificare il proprio call center e mantenere quello che la banca ha già acquistato, evitando anche problemi di reputazione dovuti al fatto di dover cacciare il proprietario della casa che rifiuta di andarsene. Riceve però parere negativo, e si reca allora in tribunale ad assistere a un processo dove Saul riesce a scagionare un suo cliente, presunto colpevole di una rapina in un negozio: l'avvocato sostituisce il cliente con un suo sosia munito di alibi e dimostra quindi che il negoziante accusatore non è in grado di riconoscere il vero rapinatore. Al termine del processo, Kim chiede a Saul di fare da avvocato ad Acker, proprietario della casa edificata sul terreno della Mesa Verde. 
Mentre Mike si reca da Stacey per badare a Kaylee viene da lei allontanato e invitato a riguardarsi; nel frattempo gli agenti della DEA, coordinati da Hank e Gomez, pattugliano l'ultimo dei posti di scambio di Gus, segnalati da Krazy-8. Gus attende febbrilmente notizie nel suo locale, Los Pollos Hermanos, in cui ha trattenuto Lyle, uno dei suoi dipendenti, per pulire meglio le friggitrici. Al posto di scambio, l'uomo di Fring incaricato di prelevare il denaro sa già della presenza dei federali e scappa, lasciando il denaro sul posto: la DEA recupera così 700 000 dollari destinati a Gus, ma Hank resta deluso dal fatto di aver arrestato solo tre persone che avevano consegnato il denaro e non l'anello superiore della catena, cioè chi prelevava i soldi. In effetti, il braccio destro di Gus, Victor, informa il suo capo che è andato tutto secondo il suo piano. Gus distrugge il telefono usa e getta, suo gesto caratteristico, e manda a casa Lyle.
Saul si reca da Acker a Tucumcari e, utilizzando una colorita metafora, afferma di volerlo assistere nel contrastare e sconfiggere la Mesa Verde, e così il burbero uomo accetta. La sera stessa, Jimmy danneggia l'automobile di Howard utilizzando delle palle da bowling. Mike, invece, viene malmenato e accoltellato dalla gang con cui si era scontrato in precedenza; dopo l'aggressione, egli si risveglia, già medicato, in una sconosciuta casa di campagna.
- Guest star: Dean Norris (Hank Schrader), Steven Michael Quezada (Steven Gomez), Kerry Condon (Stacey Ehrmantraut), Cara Pifko (Paige Novick), Rex Linn (Kevin Wachtell), Barry Corbin (Everett Acker), Jeremiah Bitsui (Victor), Harrison Thomas (Lyle), Sasha Feldman (Sticky), Morgan Krantz (Ron), Tim DeZarn (Mr. Harkness), Keong Sim (Procuratore Ko), Frances Lee McCain (Giudice Chapak).
- Ascolti USA: telespettatori 1 222 000

## Dedicato a Max
- Titolo originale: Dedicado a Max
- Diretto da: Jim McKay
- Scritto da: Heather Marion

### Trama
Mike scopre di trovarsi in un piccolo villaggio in Messico e intuisce di essere stato portato lì per conto di Gus. Infastidito, decide di allontanarsi a piedi dal luogo, tuttavia è troppo lontano da altri centri abitati e la sua ferita ben presto si riapre; mentre riposa, il dottor Barry Goodman lo raggiunge e lo riporta indietro. Mentre il medico cura Mike, gli ricorda che, pur essendo libero di farlo, egli non ha effettivamente possibilità di fuga, non essendo in condizione di arrivare da solo alla prima fermata di autobus, distante chilometri. Mike quindi, seppur con ritrosia, decide di attendere che Gus si faccia vivo. Nel frattempo, egli si rende conto che l'intero ranch è in realtà un luogo destinato a persone bisognose, che ospita anche una scuola: Gus lo ha dedicato a Max Arciniega, il suo compagno e socio ucciso da Hector Salamanca.
Saul Goodman, con la complicità di Acker, cambia l'indirizzo della casa di quest'ultimo, ritardando l'inizio dei lavori di demolizione. Kim riferisce a Kevin Wachtell che Acker ha assunto Jimmy e gli dice di non voler più avere a che fare con il progetto del call center di Tucumcari per evitare conflitti di interesse; tuttavia (come Kim sperava) Kevin non si mostra preoccupato dalla cosa e vuole continuare con lei. Dopo aver liquidato in fretta la chiamata di Howard che gli ricorda dell'offerta di lavoro, Saul continua il suo piano contro la Mesa Verde: sotterra dei cocci davanti alla casa di Acker, costringendo degli archeologi a delimitare l'area per qualche giorno per far loro valutare i reperti.
L'avvocato riesce a causare molti altri rinvii, per esempio spargendo materiale radioattivo oppure simulando un'apparizione religiosa nei pressi della casa. A quel punto Kim, Rich e Paige tentano di convincere Kevin a spostare il call center in un altro lotto, ma l'uomo si impunta testardamente e non demorde. Così Kim convince Saul a fare un pericoloso passo, ovvero indagare sulla vita privata di Kevin; dopo aver contattato Mike, che ovviamente essendo in Messico si dichiara non disponibile, Saul ottiene, tramite Caldera, l'aiuto di un losco individuo che si fa chiamare semplicemente Mr. X. Egli afferma che Kevin non ha scheletri nell'armadio, e a prova della qualità del suo lavoro, presenta a Saul e Kim delle foto scattate in casa di Kevin, in cui Mr. X è entrato abusivamente. In queste foto, Kim nota un dettaglio che potrebbe essere compromettente per Kevin; mentre le analizza nel suo studio, però, viene sottilmente minacciata da Rich, che afferma di aver capito come l'idea di affidare Acker a Saul Goodman sia partita da lei. Kim lo affronta davanti ai colleghi dello studio e nega tutto. 
Mentre Mike si rende utile aiutando la domestica che lo assiste nei lavori di casa, riceve finalmente la visita di Fring che lo aspetta in silenzio di fronte alla fontana dedicata al compagno. Gustavo propone a Mike, in alternativa allo squallore in cui è piombata la vita dell'ex-poliziotto, di diventare il suo braccio armato nella guerra ai Salamanca, affermando di essere diverso da loro e in cerca di vendetta.
- Guest star: JB Blanc (Barry Goodman), Dennis Boutsikaris (Richard Schweikart), Cara Pifko (Paige Novick), Rex Linn (Kevin Wachtell), Barry Corbin (Everett Acker), Keiko Agena (Viola Goto), Steven Ogg (Mr. X), John DiMaggio (Capocantiere), Alejandra Flores (Signora Cortazar).
- Ascolti USA: telespettatori 1 454 000

## Wexler contro Goodman
- Titolo originale: Wexler v. Goodman
- Diretto da: Michael Morris
- Scritto da: Thomas Schnauz

### Trama
Nel prologo viene mostrato il difficile rapporto che Kim da ragazzina aveva con la madre; quando questa passa a prenderla a scuola con molto ritardo, Kim, nonostante l'insistenza della madre, vedendo che ha bevuto, decide di tornare a casa a piedi. 
Con un cast di attori improvvisati e l'aiuto tecnico dei soliti studenti, Jimmy prepara una serie di filmati per contrastare la Mesa Verde; tuttavia Kim, per non compromettere il suo rapporto con Rich, chiede al compagno di fermare il loro piano e di offrire un risarcimento di 75 000 dollari ad Acker, che lei pagherà parzialmente di tasca sua. Jimmy sembra accettare, così il giorno seguente Kim va a scusarsi con Rich e accetta il suo invito a pranzo.
Nacho riceve la visita di Gus, Victor e Mike, a cui riferisce che Lalo farà di tutto per compromettere le attività, sia legali che illegali, di Gus, utilizzando anche la collaborazione di Krazy-8 con la DEA per far arrestare i suoi uomini finché i boss del cartello, visti i problemi, decideranno di smettere di fare affari con Fring. Dopo aver dato mandato a Victor di sostituire gli attuali spacciatori con uomini appena reclutati, Gus fa sapere a Nacho che dovrà fare rapporto a Mike. Quando il boss e Victor si allontanano, Nacho rinfaccia a Mike il fatto di lavorare per Gus, per quello che è stato fatto a lui e per le minacce rivolte al padre. Mike invita Nacho a continuare a contrastare Lalo, per poi occuparsi del resto.
Mentre Jimmy paga due prostitute, che ha appena difeso in un processo, per mettere in imbarazzo Howard durante un pranzo di lavoro con Clifford Main, Mike si finge un investigatore privato per parlare con una bibliotecaria, che si era recata al money-transfer il giorno in cui Lalo aveva ucciso l'impiegato. La signora aveva visto Lalo all'interno, ma non lo aveva saputo identificare alla polizia. Mike riesce a manipolarla e le fa comunicare alla polizia di ricordarsi l'automobile vista sul luogo del delitto, identificandola con quella di Lalo; la polizia collega la nuova testimonianza con quella dell'agente del casello distrutto dallo stesso Lalo mezz'ora prima. 
Alla Mesa Verde si riuniscono Kevin, gli avvocati della banca con Kim in prima fila e Saul Goodman, che chiede inaspettatamente un risarcimento per Acker di 4 milioni di dollari, ottenendo un'ovvia reazione di sconcerto e indignazione soprattutto da parte di Kim. Saul va oltre, mostrando i video filmati in precedenza (malgrado avesse detto a Kim di avere interrotto con il piano); essi mostrano dei finti clienti truffati dalla Mesa Verde. Malgrado l'assurdità dei video, Kevin ammette che qualora essi girassero, la reputazione della banca ne uscirebbe indelebilmente macchiata, ma Saul non si ferma e mostra che il logo della Mesa Verde è ricavato da una fotografia scattata anni prima, di cui l'avvocato ha contattato l'autrice ultranovantenne, e che la banca utilizza senza pagare i diritti di copyright. Di fronte alle minacce di Saul, e nonostante il parere contrario di Kim, Kevin cede, decidendo di spostare il call center in un altro lotto, risarcire ugualmente Acker per danni morali e compensare adeguatamente l'autrice della fotografia.
Su indicazione anonima di Mike, la polizia rintraccia Lalo sulla sua auto e il messicano viene placcato dalle forze dell'ordine. La sera, Kim affronta Jimmy, dicendogli che averla tenuta all'oscuro delle sue intenzioni non è stato per proteggerla dai sospetti di Rich o aiutarla, ma per sé stesso. Kim afferma quindi che la loro relazione è giunta a un punto di non ritorno e che ora possono solo lasciarsi o, in alternativa, sposarsi.
- Guest star: Ed Begley Jr. (Clifford Main), Dennis Boutsikaris (Richard Schweikart), Josh Fadem (Joey Dixon), Cara Pifko (Paige Novick), Rex Linn (Kevin Wachtell), Keiko Agena (Viola Goto), Nigel Gibbs (Tim Roberts), Jeremiah Bitsui (Victor), Hayley Holmes (Sherry), Beth Hoyt (Madre di Kim), Katie Beth Hall (Kim Wexler da bambina), Geri Courtney-Austein (Sally), Laci Mosley (Honeydew), Lela Lee (Lillian Simmons), Jay Johnston (Don Wachtell).
- Ascolti USA: telespettatori 1 400 000
- Nota: il detective Roberts, mentre riceve la nuova testimonianza della bibliotecaria, parla al telefono con qualcuno riguardo alla possibile presenza di un opossum intrappolato sotto il portico in giardino. Nell'episodio Caccia grossa (Fly) di Breaking Bad, Jesse racconta a Walt lo stesso episodio, che coinvolgeva la zia del ragazzo.

## JMM
- Titolo originale: JMM
- Diretto da: Melissa Bernstein
- Scritto da: Alison Tatlock

### Trama
Il giorno dopo Jimmy e Kim si sposano con un breve rito civile, chiamando Huell come testimone di nozze; come unica promessa, Jimmy si impone di dire qualsiasi cosa a Kim, soprattutto se sente che è qualcosa che non può dirle. Kim diventa così la terza moglie di James, che ha in precedenza divorziato due volte. Jimmy comunque conferma anche a Huell che si tratta di un atto puramente formale, compiuto per evitare che Kim possa essere costretta a testimoniare contro di lui in caso di necessità gravi.
All'uscita dal tribunale dove si è celebrato il rito, Jimmy viene chiamato da Nacho per difendere Lalo, arrestato sotto il falso nome di Jorge de Guzman; il giudice sembra irremovibile sul non concedere la cauzione a Lalo, ma in un colloquio privato quest'ultimo esorta Saul a ottenerla nonostante le pesanti accuse, in modo tale da diventare "amico del cartello" e prospettando una collaborazione molto remunerativa per l'avvocato. 
Kim sistema le cose con Kevin dopo lo scontro con lo stesso Saul, rinfacciandogli di non aver ascoltato i consigli suoi e di Rich riguardo al caso Acker; Kim riesce così a conservare il suo lavoro con la Mesa Verde. La sera, Jimmy, mantenendo fede alla sua promessa, confida a Kim la sua situazione con Lalo, affermando che, seppur la prospettiva sia di guadagnare tantissimo, non vuole diventare alleato del cartello messicano. Nel frattempo Lalo riceve un cellulare in carcere, con cui incarica Nacho di bruciare uno dei ristoranti Los Pollos Hermanos. Del fatto viene informato anche Mike, che dopo aver appianato la sua situazione familiare riappacificandosi con Stacey, ha un confronto con lo stesso Nacho in cui gli ricorda che Lalo non è fuori gioco, e che quindi Nacho deve continuare ad eseguire gli ordini di Gus nonostante abbia detto di voler uscire dal giro. 
Gus presenzia a un meeting della Madrigal, al cui termine si incontra in un albergo con Lydia e il CEO della Madrigal, Peter Schuler; questi è estremamente preoccupato per i ritardi nei lavori al laboratorio sotterraneo perché teme che i revisori possano scoprire il suo finanziamento nella costruzione. Gus attribuisce lo stallo alla presenza di Lalo, che inoltre crea problemi alle sue attività, e aggiunge che non può essere colpito in territorio americano perché il cartello incolperebbe Gus dell'accaduto, scatenando una guerra. Fring chiede all'amico di rimanere forte, ricordandogli di averlo aiutato quando in Cile erano in una situazione critica. 
Saul viene raggiunto da Mike, che gli impone di far ottenere la cauzione a Lalo su indicazioni di Gus, e gli consegna i documenti relativi al colloquio con la bibliotecaria. Nonostante un momento di indecisione e tristezza a causa della presenza al processo della famiglia dell'impiegato ucciso, Saul riesce nel suo compito; oltre a provare che la testimone che incastra Lalo è stata condizionata da un misterioso uomo (in realtà Mike), porta infatti in tribunale una finta famiglia di Lalo. Il giudice cede parzialmente, fissando una cauzione da 7 milioni di dollari in contanti; per Lalo non è un problema pagarla, ma dice a Saul che dovrà andare a prendere i soldi lui stesso. Gus decide ancora una volta di stare al gioco di Lalo per non far scoprire Nacho, e con quest'ultimo incendia uno dei propri ristoranti. 
All'uscita dal tribunale, mentre in preda ai sensi di colpa sta ancora fissando la famiglia dell'impiegato, Saul incontra Howard. I due hanno un aspro confronto: Howard lo accusa di avergli danneggiato l'auto e di averlo messo in imbarazzo al pranzo di lavoro, e ritira l'offerta per assumerlo alla HHM, dicendo che evidentemente tale offerta lo ha turbato; Saul reagisce in maniera piccata, prima accusando Howard di essere responsabile della morte di Chuck, e poi urlandogli che per lui la HHM non è che un incarico insignificante, in quanto lui avrebbe raggiunto un livello, a suo dire, infinitamente superiore.
- Guest star: Laura Fraser (Lydia Rodarte-Quayle), Kerry Condon (Stacey Ehrmantraut), Lavell Crawford (Huell Babineaux), Dennis Boutsikaris (Richard Schweikart), Rex Linn (Kevin Wachtell), Cara Pifko (Paige Novick), Nigel Gibbs (Tim Roberts), Norbert Weisser (Peter Schuler), Saidah Arrika Ekulona (Gina Khalil), Dan Martin (Giudice Xavier Parsons), Jim Hoffmaster (Giudice Gerard Velber).
- Ascolti USA: telespettatori 1 302 000

## Portantino
- Titolo originale: Bagman
- Diretto da: Vince Gilligan
- Scritto da: Gordon Smith

### Trama
Nel prologo, Leonel e Marco Salamanca si trovano in uno stabile del cartello intenti a prelevare i 7 milioni di dollari necessari per pagare la cauzione di loro cugino Lalo. Quando partono, il gestore del luogo informa telefonicamente qualcuno della visita dei cugini.
Nel carcere Saul incontra Lalo Salamanca, il quale gli fornisce delle istruzioni per incontrare i suoi cugini e prelevare la somma; l'incontro si terrà nel deserto del Messico, al di là del confine. Saul, in un primo momento restio all'idea, convince Lalo a pagargli un compenso di 100 000 dollari, e accetta l'incarico. Una volta tornato a casa, l'avvocato tiene fede al suo patto con Kim dicendole dell'incarico che dovrà portare a termine e incontrando l'opposizione di quest'ultima, ma le promette che tutto filerà liscio.
Il giorno seguente Saul si trova nel deserto nei pressi di un pozzo e incontra i due silenziosi cugini Salamanca, i quali gli lasciano due borse piene di contanti per poi andarsene senza dire una parola. Sulla via del ritorno, Saul subisce un'imboscata, viene bloccato dalle auto di alcuni uomini armati e privato delle borse; uno di loro si appresta a ucciderlo ma un attimo prima viene colpito a morte da un cecchino a distanza: inizia una sparatoria feroce che vede i rapinatori avere la peggio; infatti un solo uomo riesce a fuggire a bordo di un pick-up. Saul è sotto shock e viene avvicinato dal cecchino che si rivela essere Mike: questi lo stava seguendo con un segnalatore per assicurarsi che tutto andasse bene. 
I due caricano nuovamente le borse nell'auto di Saul e si dirigono verso nord, ma dopo non molto l'auto si ferma in quanto danneggiata durante la sparatoria. Mike e Saul sono costretti a disfarsi del mezzo e proseguire a piedi non seguendo la strada, in quanto l'uomo fuggito li sta cercando. Provati dal caldo e dalla scarsa riserva d'acqua, si fermano all'ombra di un albero e Saul propone di sotterrare le borse con i soldi e poi tornare a prenderli, ma Mike si oppone dicendogli che poi sarà impossibile ritrovarli. Saul inoltre non riesce a chiamare Kim perché non c'è campo. I due si accampano per la notte senza accendere un fuoco per non essere individuati; mentre chiacchierano, Jimmy confida a Mike che Kim è al corrente del suo compito.
La mattina seguente una Kim preoccupata fa visita in carcere a Lalo Salamanca, dicendogli di sapere del lavoro che aveva commissionato a Saul. Lalo, in un primo momento stizzito dal fatto che Saul avesse raccontato la cosa, viene tranquillizzato da Kim, la quale gli spiega che sono coperti dal segreto coniugale e che quindi Saul non ha tradito la sua fiducia. Kim chiede a Lalo di rivelarle dove ha mandato Saul, in modo che lei possa trovare suo marito e Lalo i suoi soldi. Lalo si dimostra molto più tranquillo di Kim e le dice che è inutile agitarsi, sia nel caso in cui Saul fosse vivo, sia nel caso in cui fosse morto.
Nel deserto Mike controlla la poca acqua raccolta grazie all'umidità notturna e consiglia a Saul di urinare nella sua borraccia. Provati dalla disidratazione, i due fanno fatica a tirare avanti: quando viene punto da un cactus, Saul raggiunge il culmine della sopportazione e si lascia cadere a terra affranto. Mike lo incoraggia a rialzarsi e Saul gli domanda come faccia a continuare a camminare nonostante la situazione disperata. Mike gli risponde che lo fa perché c'è la sua famiglia, ignara dei suoi reali traffici, che lo aspetta e che tutto quello che fa è per garantire a quelle persone un futuro migliore. Proprio in quel momento, Mike nota nuovamente il pick-up rosso che si aggira nel deserto e ordina a Saul di rimanere basso per non essere scoperti. Saul però si incammina verso la strada per farsi notare dall'uomo a bordo del pick-up e dice a Mike di tirare fuori il suo fucile da cecchino. L'uomo nota Saul e guida a grande velocità verso di lui mentre Mike è nascosto fra le rocce pronto a uccidere l'uomo per poter rubare il mezzo e tornare verso nord. Mike spara al pilota uccidendolo ma, a causa dell'alta velocità, il mezzo si ribalta varie volte distruggendosi. I due, dopo aver trovato la borraccia dell'uomo esplosa e senza una goccia d'acqua, si incamminano in silenzio a testa bassa.
- Guest star: Luis Moncada (Marco Salamanca), Daniel Moncada (Leonel Salamanca).
- Ascolti USA: telespettatori 1 417 000
- Note: il regista Vince Gilligan in un'intervista ha raccontato che per le riprese nel deserto poteva disporre delle ottiche del film Lawrence d'Arabia, ma che preferì non utilizzarle per timore di romperle.[2]

## Strade cattive
- Titolo originale: Bad Choice Road
- Diretto da: Thomas Schnauz
- Scritto da: Thomas Schnauz

### Trama
La traversata nel deserto di Saul e Mike si allieta quando Saul si accorge di poter contattare Kim col cellulare; più tardi i due uomini arrivano a una stazione di servizio, dove vengono prelevati in macchina e riportati in città da Victor e Tyrus. Mentre Saul e Mike preparano la versione dei fatti da raccontare a Lalo, Tyrus manda due camion a eliminare le tracce della sparatoria nel deserto.
Saul giunge in tribunale dove paga la cauzione di Lalo e prende i soldi rimasti come parcella, ma incontra il sospetto di una delle avvocatesse circa la reale identità di Jorge de Guzman; Lalo viene comunque scarcerato, ma Saul lo mette al corrente dei sospetti nei suoi confronti, dopo avergli raccontato della propria disavventura dicendo che la sua automobile è semplicemente andata in panne. Lalo quindi decide di ritornare in Messico prima di venire scoperto: Gus ne viene informato da Mike e chiama Juan Bolsa, che gli rammenta le ultime vicende capitategli. Gus intuisce, dalla descrizione dei tatuaggi degli aggressori fatta da Mike, che in realtà gli uomini colombiani che hanno aggredito Saul nel deserto sono stati mandati proprio da Bolsa per tenere Lalo in prigione e proteggere gli interessi suoi e di Gus, e quindi afferma che le sue mosse successive dovranno essere irreprensibili. Mike chiede a Gus se Nacho, dopo l'uscita di scena di Lalo, potrà essere svincolato, evidenziando la minaccia verso suo padre; Gus tuttavia ribatte seccamente che per lui Nacho è una risorsa ancora irrinunciabile, e che va trattato con fermezza, facendo riferimento ai suoi tentativi di disfarsi prima di Tuco e poi di Hector. Così, quando Nacho informa Tyrus che sarà lui a scortare Lalo al confine col Messico, Tyrus non può fare altro che dirgli di eseguire gli ordini.
Jimmy cerca di rimettersi in sesto con le cure di Kim, la quale però scopre, all'interno della borsa dei soldi, la sua borraccia con un foro di proiettile. Il giorno dopo Lalo visita suo zio Hector per salutarlo prima di partire per il Messico, assicurandogli che quando le acque si saranno calmate riprenderà la loro battaglia contro Gus, che in Messico egli potrà stare più a contatto col boss Don Eladio, e che in undici mesi Tuco uscirà dal carcere e sarà lui a continuare a occuparsi degli affari nel New Mexico. Dopo aver rivolto un ultimo triste sguardo allo zio, passato dall'essere un temuto boss all'umiliazione di partecipare alle feste di compleanno nella casa di riposo, Lalo si fa accompagnare da Nacho verso sud; i due sono controllati da Victor tramite un segnalatore GPS sull'auto.
A colazione Jimmy inizia ad avvertire i sintomi del disturbo da stress post-traumatico, che lo condizionano anche quando prova a rimettersi al lavoro, perdendo una causa praticamente già vinta e venendo quindi sbeffeggiato da un collega. Mentre Kim si dimette dal suo impiego alla Schweikart & Cokely e lascia Mesa Verde, svuotando il suo ufficio e congedandosi dalla sua segretaria, Jimmy prova a confidarsi con Mike, il quale però gli rammenta che tutto ciò che gli accade è conseguenza delle sue scelte, da cui lui non può più tirarsi indietro. Lalo invece, mentre aspetta i cugini che lo porteranno in Messico, ha un'intuizione e chiede a Nacho di farsi riportare indietro per cercare l'auto di Saul e verificare che fosse effettivamente andata in panne. Egli trova l'auto, ma i fori di proiettile lo convincono del fatto che l'avvocato gli abbia mentito omettendo i dettagli sull'imboscata.
Quella sera Kim comunica a Jimmy di essersi dimessa e di voler continuare a lavorare come avvocato pro bono; quando Jimmy la redarguisce e cerca animatamente di farle cambiare idea, Kim lo intima di accettare la sua decisione, nell'esatta misura in cui lei ha accettato quella di Jimmy di diventare Saul Goodman. Durante la discussione Saul ignora le telefonate di Mike, rispondendogli appena prima che Lalo si presenti alla porta; Mike gli dice di tenere il cellulare in chiamata e nascosto, in modo che egli possa ascoltare ciò che succede. Lalo entra in casa e chiede a Saul di raccontargli nuovamente cos'è successo nel deserto, e l'avvocato nota che Lalo è armato; non lontano dalla casa si apposta Mike, pronto a intervenire con il fucile da cecchino. 
Saul racconta la stessa storia più volte fino a quando Lalo gli dice di aver trovato la sua macchina in un fosso e colpita da fori di proiettile, facendogli capire di sapere che gli sta mentendo. Kim interviene nella discussione e affronta senza paura Lalo, dicendogli che l'auto abbandonata può essere stata oggetto di vandalismo da parte di chiunque; prende le difese di Saul sottolineando che quest'ultimo ha rischiato la vita per il suo cliente, a cui rinfaccia il fatto di essersi rivolto al suo avvocato perché in realtà non ha nessuno di cui potersi fidare, e gli intima di lasciarlo in pace e cercare piuttosto qualche altro collaboratore fidato. Il discorso di Kim fa presa su Lalo, che si allontana in silenzio e chiede a Nacho di essere portato in Messico, stavolta oltre la frontiera.
- Guest star: Mark Margolis (Hector Salamanca) Dennis Boutsikaris (Richard Schweikart), Ray Campbell (Tyrus Kitt), Javier Grajeda (Juan Bolsa), Jeremiah Bitsui (Victor), Saidah Arrika Ekulona (avvocato Gina Khalil), Peter Diseth (Bill Oakley), Katerina Tannenbaum (Amber), Poppy Liu (Jo).
- Ascolti USA: telespettatori 1 513 000

## Qualcosa di imperdonabile
- Titolo originale: Something Unforgivable
- Diretto da: Peter Gould
- Scritto da: Peter Gould e Ariel Levine

### Trama
Appena Lalo se ne va, Saul prende il telefono e chiede a Mike se avesse sentito, questi risponde di sì ma non aggiunge altro e chiude la chiamata. Kim gli chiede con chi stesse parlando e Saul le racconta la verità su quanto accaduto nel deserto con Mike e i rapinatori, dopodiché i due concordano di passare la notte in un albergo per sicurezza. Qui Kim raccomanda a Jimmy di non superare ancora il suo limite.
Il giorno dopo Mike avvisa Gus che Lalo si sta dirigendo verso casa propria in Messico con Nacho. Mike si dice sicuro che Nacho non sia stato scoperto ma che Lalo lo voglia piuttosto promuovere. Gus, che ha organizzato l'assassinio di Lalo, decide quindi di sfruttare Nacho come infiltrato per aiutare i suoi sicari. Arrivati nel Chihuahua, Lalo accoglie Nacho nella sua hacienda e lo presenta alla sua gente, principalmente anziani e uomini di guardia.
Kim, nonostante Jimmy tema ancora qualche azione sconsiderata di Lalo e le consigli di restare in albergo, non si preoccupa e va al lavoro in tribunale, dove decide di scegliere una ventina di casi difficili da avvocato d'ufficio. In seguito incontra Howard e gli comunica di aver lasciato Schweikart & Cokely e la Mesa Verde: Howard è molto sorpreso e le chiede di parlarle in privato. L'avvocato racconta di aver offerto a Jimmy un lavoro alla HHM e di come in risposta avesse ricevuto la macchina distrutta e la figuraccia con le prostitute al ristorante: Kim scoppia a ridere ma Hamlin la avverte che Jimmy è fuori controllo e che ha bisogno di aiuto. Howard aggiunge che lasciare la Mesa Verde è stato poco saggio e che sicuramente la vicinanza a Jimmy le ha fatto prendere quella decisione: Kim si difende dicendo di saper decidere da sola e di conoscere bene Jimmy, ma Howard ribatte seccamente che Chuck era l'unico a conoscerlo per davvero.
Lalo prepara Nacho per l'incontro con Don Eladio. Quando Varga si allontana per qualche minuto riceve una chiamata: un uomo gli ordina di aprire un cancello blindato sul retro della villa di Lalo quella notte alle 3:00 e di fuggire da lì. Nacho raccomanda di non fare male a nessun altro durante l'agguato. Nel frattempo Saul va a casa di Mike e gli chiede con insistenza spiegazioni sul perché delle bugie dette a Lalo e su chi fosse interessato a nascondere la verità al messicano, dicendo di essere preoccupato che qualcosa possa succedere a Kim. Mike cede e rassicura Saul: pur non menzionando Gus, gli dice che non è interessato a lui e che Lalo sarebbe stato ucciso quella stessa notte. 
Lalo porta il tributo a Don Eladio, presentandogli Nacho come l'uomo che gestirà gli affari dei Salamanca oltre il confine. Lalo presenta il suo notevole tributo all'interno di una Ferrari 308, gesto che Don Eladio gradisce tantissimo, e sminuisce il tributo di Bolsa, inferiore al solito a causa dei contraccolpi subiti da Gus. Nel colloquio con Don Eladio, Nacho gli spiega le proprie intenzioni di espandere il suo territorio ai danni delle gang di biker e di farsi rispettare, riuscendo così a impressionare il boss.
Intanto Kim torna da Jimmy e gli riferisce della chiacchierata con Howard, approvando le azioni del compagno. Allora i due, principalmente Kim, cominciano a scherzare immaginando di giocare brutti tiri ai danni di Howard, compreso danneggiare gravemente la sua reputazione costringendo così la HHM e la Davis & Main ad accettare subito il patteggiamento della Sandpiper.
Quella notte, poco prima delle 3:00, Nacho esce dall'abitazione per aprire il cancello, ma inaspettatamente in giardino trova Lalo sveglio che gli rivela di dormire poco. Disperato, Nacho torna in cucina a prendere da bere e mette a scaldare una padella piena d'olio; poco dopo Lalo nota il fumo e corre dentro incolpando una delle guardie. A quel punto, Nacho apre il cancello, fa entrare gli uomini di Gus e scappa. Lalo nota all'ultimo momento uno dei killer che sta per sparargli e usa una guardia come scudo umano; subito dopo due sicari entrano, ma Lalo getta l'olio bollente in faccia a uno e sfugge ai colpi dell'altro, quindi recupera una pistola e scappa attraverso un cunicolo segreto all'esterno del muro di cinta, mentre gli assassini dentro fanno una strage. Rientrato nella villa, Lalo sorprende e uccide un mercenario e con la mitragliatrice di quest'ultimo spara agli altri due che stavano seguendo il passaggio segreto lasciato aperto di proposito da Lalo.
Kim e Jimmy continuano a fare progetti nel caso in cui ricevessero subito la quota multimilionaria del caso Sandpiper, dal momento che a Jim spetta il 20%. Jimmy però mette termine alle loro fantasie dicendo che Howard non merita di essere rovinato e che comunque sarebbe un'azione estremamente rischiosa; le fa inoltre notare che la sua idea non è da lei, ma si accorge che Kim non sta affatto scherzando e si rende conto appieno del suo cambiamento. In Messico, Lalo cattura l'ultimo killer rimasto vivo, che gli riferisce di non sapere chi sia il mandante, essendoci un intermediario: Lalo fa comunicare a quest'ultimo che l'agguato è riuscito. Notando che di Nacho non c'è alcuna traccia, Lalo intuisce che questi lo ha tradito e si incammina con rabbia e sete di vendetta fuori dalla propria abitazione.
- Guest star: Javier Grajeda (Juan Bolsa), Steven Bauer (Don Eladio Vuente), Roy Wood Jr. (Grant).
- Ascolti USA: telespettatori 1 586 000